# 길형보
길형보(吉亨寶, 1942년 12월 24일~ )는 대한민국의 제34대 육군참모총장을 역임한 군인이다.

## 학력
- 1961년 휘문고등학교 졸업
- 1966년 대한민국 육군사관학교 22기 문학사
- 1968년 대한민국 육군포병학교 졸업
- 1974년 대한민국 육군보병학교 졸업
- 1977년 대한민국 국방대학교 행정학사

## 경력
- 제3야전군사령부 사령관
- 1999년 10월 ~ 2001년 10월 제34대 대한민국 육군참모총장
- 2001년 10월 한국항공우주산업 사장[1]